# 언더와이어 브라

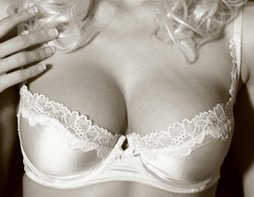
언더와이어 데미 브라

언더와이어 브라는 여성의 가슴을 들어 올리고, 분리하고, 모양을 만들고, 지지하는 데 도움이 되도록 브래지어 직물 내부에 장착된 얇은 반원형 단단한 소재의 스트립을 활용하는 브래지어이다. 와이어는 금속, 플라스틱 또는 수지로 만들어질 수 있다. 브래지어 천과 각컵 아래, 중앙 고어부터 착용자의 겨드랑이 아래까지 재봉된다. 다양한 브래지어 디자인에는 선반 브라, 데미 브라, 수유 브라, 탱크탑, 드레스, 수영복과 같은 기타 의류 품목에 내장된 브라 등 언더와이어가 통합되어 있다.
언더와이어의 개념은 1893년 특허로 거슬러 올라갈 수 있는데, 이는 가슴 아래에 단단한 판을 이용하여 가슴을 안정적으로 지지하는 장치에 관한 것이다. 현대적인 언더와이어 브라는 1930년대에 디자인되었으며 1950년대에 널리 인기를 얻었다. 2005년 기준으로 언더와이어 브라는 브라 시장에서 가장 크고 빠르게 성장하는 분야였다. 언더와이어가 없는 브래지어는 소프트컵 브래지어이다.
언더와이어 브라는 때때로 유방 통증, 유방염, 금속 알레르기 등의 건강 상태와 관련이 있다. 언더와이어 브라를 착용한 여성들은 드물게 공항이나 감옥의 보안 검색대에서 브라가 금속 탐지기에 적발돼서 추가적인 조사를 받았다. 뿐만 아니라 언더와이어가 여성의 가슴을 강타한 총알이나 기타 무기를 방어한 사례가 몇 건 기록되었다.

## 같이 보기
- 란제리